# 鄭潤会
鄭 允会（チョン・ユンフェ、チョン・ユネ、朝鮮語: 정윤회/鄭允會）は、大韓民国の実業家。朴槿恵の国会議員時代の秘書室長を7年務めた。ソウル市江南区在住。朴槿恵大統領のシャーマンである崔順実（チェ・スンシル）の元夫で、2014年アジア競技大会の馬術団体戦で金メダルのチョン・ユラは二人の間の娘。

## 人物
1995年から1998年までソウル江南区清潭洞で『風雲』という日本料理店を経営していた。その時期には名刺に『育英財団朴槿恵秘書室長』としていたが朴大統領が選挙に初出馬した1998年の大邱達城郡での補欠選挙前から『国会議員朴槿恵秘書室長』へ変えた。朴大統領の政界デビュー後、チョン氏はしばらく表舞台で活動した。2002年にハンナラ党(セヌリ党の前身)を離党した朴大統領が韓国未来連合を創党すると、チョン氏は正式に秘書室長の肩書を得た。彼は2日の『ハンギョレ』とのインタビューでは、すべての職責から公式に降りたのは2007年だったと説明した。しかし、最近の論議でも明らかな通り、党や大統領府の内外では絶えず“秘線”疑惑が提起されてきた。
1998年から鄭は秘書官という肩書きで朴槿恵を陰にいたが、朴が独身であったことや鄭の妻の親族の問題追及などを怖れて2004年に秘書官を辞任した。しかし、その後も弟の朴志晩や李在万と共に裏で支援や援助をしてきたことで朴の最も信頼されている人物であり朴槿恵が唯一話を聞くなど朴槿恵政権の「影の実力者」と言われている。
セウォル号沈没事故の際、朴大統領の空白の7時間に密会していた相手が鄭だと朝鮮日報が報じた。この朝鮮日報の記事内容を産経新聞が孫引きして同年8月3日に報じたことにより、朴大統領の名誉を毀損したとして産経新聞の加藤達也・ソウル支局長（当時）が韓国検察に起訴されることとなった。鄭は自宅に居たと証言したがそれが通話記録から嘘だと判明した。
鄭は朴槿恵の父親である朴正煕大統領に取り入って財をなした故・崔太敏（チェ・テミン）牧師（大韓救国宣教会名誉総裁）の娘崔順実（チェ・スンシル）(2014年2月にチェ・ソウォンに改名)と結婚していたが、2014年5月に邸宅や娘の親権などを渡して離婚した。